# HMS Conqueror (1911)
El HMS Conqueror fue un acorazado británico de la clase Orión de la Royal Navy. Durante la Primera Guerra Mundial, permaneció asignado a la segunda escuadra de combate de la Gran Flota británica con base en Scapa Flow, y participó con ella en la Batalla de Jutlandia entre el 31 de mayo y el 1 de junio de 1916, sin recibir daños.
Como resultado del Tratado Naval de Washington fue dado de baja en 1921, y posteriormente, vendido para desguace.